# Andrea Barber
Pour l’article homonyme, voir Barber.
Andrea Laura Barber, est une actrice américaine, née le 3 juillet 1976 à Los Angeles (Californie).
De 1987 à 1995, l'actrice se fait connaître du grand public, grâce à son rôle de Kimberly « Kimmy » Gibbler, dans la sitcom américaine, La Fête à la maison puis dans la suite de 2016, La Fête à la maison : 20 ans après.

## Biographie

### Carrière
De 1987 à 1995, elle obtient le rôle de Kimberly « Kimmy » Gibbler, dans la sitcom, La Fête à la maison.
Depuis 2016, elle est de retour dans le rôle de Kimberly « Kimmy » Gibbler, dans La Fête à la maison : 20 ans après, diffusée sur Netflix.

### Vie privée
Elle a épousé Jeremy Rytky, le 1er septembre 2002. Ils ont déménagé au Royaume-Uni en cette même année. Leur fils, James Tate Rytky, est né le 30 avril 2004. Leur fille, Felicity Ruth, est née le 10 avril 2007. Ils ont divorcé en 2014.

## Filmographie

### Cinéma
- 1995 : The Skateboard Kid II : Tilly Curtis
- 2012 : It's F*Ckin' Late with Dave Coulier (court métrage) : Kimmy Gibler

### Télévision
- 1983 : L'île fantastique (Fantasy Island) (série télévisée) : Amanda Gorman
- 1982-1986 : Des jours et des vies (Days of Our Lives) (série télévisée) : Carrie Brady
- 1985 : Do You Remember Love (Téléfilm) : Jennifer
- 1985 : Hôpital St. Elsewhere (série télévisée) : Carrie Garman
- 1985 : La cinquième dimension (The Twilight Zone) (série télévisée) : Cathy Marano
- 1986 : Disney Parade (série télévisée) : Zoey
- 1986-1987 : Our House (série télévisée) : Naomi / Une amie #3
- 1987-1995 : La Fête à la maison (Full House) (série télévisée) : Kimmy Gibler
- 1990 : Quoi de neuf, docteur? (Growing Pains) (série télévisée) : Rhonda Green
- 2016-2020 : La Fête à la maison : 20 ans après (Fuller House) (série télévisée) : Kimmy Gibler
- 2021 : Lay Lay dans la place (série Netflix) : Principal Willingham

## Distinctions
| Année | Cérémonie                | Titre                                            | Nomination            | Résultat |
| ----- | ------------------------ | ------------------------------------------------ | --------------------- | -------- |
| 1991  | Young Artist Awards      | Meilleure jeune actrice dans une série télévisée | La Fête à la maison   | Lauréat  |
| 1990  | Young Artist Awards      | Meilleure jeune actrice dans une série télévisée | La Fête à la maison   | Lauréat  |
| 1985  | Soap Opera Digest Awards | Meilleure jeune actrice dans un soap opera       | Des jours et des vies | Lauréat  |
| 1984  | Soap Opera Digest Awards | Meilleure jeune actrice dans un soap opera       | Des jours et des vies | Lauréat  |